# 9 août aux Jeux olympiques d'été de 2024
Navigation
8 août 10 août
Le vendredi 9 août 2024 est le seizième jour de compétitions des Jeux olympiques d'été de 2024 à Paris en France.

## Programme
| Heure UTC+02:00 (France)                      |               |
| bleu                                          | Cérémonie     |
| neutre                                        | Épreuve       |
| or                                            | Finale        |
| orange                                        | Petite finale |
| rose                                          | Reporté       |
| gris                                          | Annulé        |
| Compétition masculine                         | Hommes        |
| Compétition féminine                          | Femmes        |
| Compétition mixte (hommes et femmes mélangés) | Mixte         |
| Compétition en couple (1 homme et 1 femme)    | Couple        |
| modifier                                      |               |

| Horaire | Discipline Spécialité | Discipline Spécialité                                | Discipline Spécialité | Phase                        | Résultats                                                                                                 | Références |
| ------- | --------------------- | ---------------------------------------------------- | --------------------- | ---------------------------- | --- | ---------- |
| 7 h 30  |                       | Natation 10 km en eau libre                          | Compétition hommes    | Finale                       | Kristof Rasovszky · Oliver Klemet · Dávid Betlehem                                                        | [ 1 ]      |
| 9 h 0   |                       | Golf Compétition féminine (Tour 3)                   | Compétition femmes    | Tour de compétition          | - | -          |
| 9 h 0   |                       | Taekwondo Moins de 67 kg                             | Compétition femmes    | 8e de finale                 | - | -          |
| 9 h 10  |                       | Taekwondo Moins de 80 kg                             | Compétition hommes    | 8e de finale                 | - | -          |
| 10 h 0  |                       | Gymnastique rythmique Concours des ensembles         | Compétition femmes    | Qualifications               | - | -          |
| 10 h 0  |                       | Plongeon Haut-vol à 10 m                             | Compétition hommes    | Qualifications               | - | -          |
| 10 h 0  |                       | Tennis de table Par équipes                          | Compétition hommes    | Finale                       | · France                                                                                                  | ,          |
| 10 h 5  |                       | Athlétisme Heptathlon (Saut en longueur)             | Compétition femmes    | Tour de compétition          | - | -          |
| 10 h 15 |                       | Escalade Combiné (Bloc)                              | Compétition hommes    | Tour de compétition          | - |            |
| 10 h 30 |                       | Canoë-kayak (course en ligne) C2 500 m               | Compétition femmes    | 1/2 finale                   | - | -          |
| 10 h 40 |                       | Athlétisme Relais 4 × 400 m                          | Compétition femmes    | 1er tour                     | - | -          |
| 10 h 50 |                       | Canoë-kayak (course en ligne) K2 500 m               | Compétition femmes    | 1/2 finale                   | - | -          |
| 11 h 0  |                       | Lutte Libre - Moins de 57 kg                         | Compétition hommes    | Repêchages                   | - | -          |
| 11 h 0  |                       | Lutte Libre - Moins de 57 kg                         | Compétition femmes    | Repêchages                   | - | -          |
| 11 h 0  |                       | Lutte Libre - Moins de 86 kg                         | Compétition hommes    | Repêchages                   | - | -          |
| 11 h 5  |                       | Athlétisme Relais 4 × 400 m                          | Compétition hommes    | 1er tour                     | - | -          |
| 11 h 10 |                       | Canoë-kayak (course en ligne) K2 500 m               | Compétition hommes    | 1/2 finale                   | - | -          |
| 11 h 20 |                       | Athlétisme Heptathlon (Lancer du javelot - Groupe A) | Compétition femmes    | Tour de compétition          | - | -          |
| 11 h 30 |                       | Athlétisme 800 m                                     | Compétition hommes    | 1/2 finale                   | - | -          |
| 11 h 30 |                       | Canoë-kayak (course en ligne) C1 1 000 m             | Compétition hommes    | 1/2 finale                   | - | -          |
| 11 h 30 |                       | Lutte Libre - Moins de 74 kg                         | Compétition hommes    | 8e de finale                 | - | -          |
| 11 h 30 |                       | Lutte Libre - Moins de 62 kg                         | Compétition femmes    | 8e de finale                 | - | -          |
| 11 h 30 |                       | Lutte Libre - Moins de 125 kg                        | Compétition hommes    | 8e de finale                 | - | -          |
| 12 h 5  |                       | Athlétisme 100 m haies                               | Compétition femmes    | 1/2 finale                   | - | -          |
| 12 h 13 |                       | Voile Formula Kite                                   | Compétition hommes    | Finale                       | Valentin Bontus · Toni Vodišek · Maximilian Maeder                                                        |            |
| 12 h 28 |                       | Escalade Combiné (Difficulté)                        | Compétition hommes    | Finale                       | Toby Roberts · Sorato Anraku · Jakob Schubert                                                             |            |
| 12 h 30 |                       | Athlétisme Heptathlon (Lancer du javelot - Groupe B) | Compétition femmes    | Tour de compétition          | - | -          |
| 12 h 40 |                       | Canoë-kayak (course en ligne) C2 500 m               | Compétition femmes    | Finale B                     | - | -          |
| 12 h 40 |                       | Canoë-kayak (course en ligne) C2 500 m               | Compétition femmes    | Finale                       | Chine · Ukraine · Canada                                                                                  |            |
| 12 h 50 |                       | Lutte Libre - Moins de 74 kg                         | Compétition hommes    | 1/4 de finale                | - | -          |
| 12 h 50 |                       | Lutte Libre - Moins de 62 kg                         | Compétition femmes    | 1/4 de finale                | - | -          |
| 12 h 50 |                       | Lutte Libre - Moins de 125 kg                        | Compétition hommes    | 1/4 de finale                | - | -          |
| 13 h 0  |                       | Pentathlon moderne Compétition masculine             | Compétition hommes    | 1/2 finale                   | - | -          |
| 13 h 0  |                       | Water-polo Tournoi masculin                          | Compétition hommes    | Demi-finale pour la 5e place | vs |            |
| 13 h 10 |                       | Canoë-kayak (course en ligne) K2 500 m               | Compétition femmes    | Finale                       | Nouvelle-Zélande · Hongrie · Allemagne / Hongrie                                                          |            |
| 13 h 20 |                       | Canoë-kayak (course en ligne) K2 500 m               | Compétition hommes    | Finale B                     | - | -          |
| 13 h 30 |                       | Canoë-kayak (course en ligne) K2 500 m               | Compétition hommes    | Finale                       | Allemagne · Hongrie · Australie                                                                           |            |
| 13 h 40 |                       | Canoë-kayak (course en ligne) C1 1 000 m             | Compétition hommes    | Finale B                     | - | -          |
| 13 h 50 |                       | Canoë-kayak (course en ligne) C1 1 000 m             | Compétition hommes    | Finale                       | Martin Fuksa · Isaquias Queiroz · Serghei Tarnovschi                                                      |            |
| 14 h 0  |                       | Cyclisme sur piste Vitesse individuelle              | Compétition femmes    | Qualifications               | - |            |
| 14 h 30 |                       | Hockey sur gazon Tournoi féminin                     | Compétition femmes    | Petite finale                | Argentine 2 (3) - 2 (1) Belgique                                                                          |            |
| 14 h 30 |                       | Gymnastique rythmique Concours général individuel    | Compétition femmes    | Finale                       | Médaille d'or, Jeux olympiques · Médaille d'argent, Jeux olympiques · Médaille de bronze, Jeux olympiques |            |
| 14 h 30 |                       | Taekwondo Moins de 67 kg                             | Compétition femmes    | 1/4 de finale                | - | -          |
| 14 h 35 |                       | Water-polo Tournoi masculin                          | Compétition hommes    | Demi-finale                  | vs |            |
| 14 h 40 |                       | Taekwondo Moins de 80 kg                             | Compétition hommes    | 1/4 de finale                | - | -          |
| 14 h 41 |                       | Cyclisme sur piste Vitesse individuelle              | Compétition hommes    | 1/2 finale                   | - |            |
| 14 h 48 |                       | Cyclisme sur piste Vitesse individuelle              | Compétition femmes    | 32e de finale                | - |            |
| 15 h 0  |                       | Football Tournoi féminin                             | Compétition femmes    | Petite finale                | Espagne 0 - 1 Allemagne                                                                                   |            |
| 15 h 0  |                       | Haltérophilie Moins de 89 kg                         | Compétition hommes    | Finale                       | Médaille d'or, Jeux olympiques · Médaille d'argent, Jeux olympiques · Médaille de bronze, Jeux olympiques |            |
| 15 h 0  |                       | Plongeon Tremplin à 3 m                              | Compétition femmes    | Finale                       | Chen Yiwen · Maddison Keeney · Chang Yani                                                                 |            |
| 15 h 38 |                       | Cyclisme sur piste Vitesse individuelle              | Compétition femmes    | 32e de finale - Repêchages   | - |            |
| 16 h 0  |                       | Breakdance B-Girls                                   | Compétition femmes    | Qualifications               | - | -          |
| 16 h 0  |                       | Volley-ball Tournoi masculin                         | Compétition hommes    | Petite finale                | Italie 0 - 3 États-Unis                                                                                   |            |
| 16 h 11 |                       | Taekwondo Moins de 67 kg                             | Compétition femmes    | 1/2 finale                   | - | -          |
| 16 h 24 |                       | Taekwondo Moins de 80 kg                             | Compétition hommes    | 1/2 finale                   | - | -          |
| 16 h 30 |                       | Handball Tournoi masculin                            | Compétition hommes    | 1/2 finale                   | vs |            |
| 17 h 30 |                       | Basket-ball Tournoi féminin                          | Compétition femmes    | 1/2 finale                   | vs |            |
| 18 h 0  |                       | Cyclisme sur piste Vitesse individuelle              | Compétition hommes    | Finale                       | Médaille d'or, Jeux olympiques · Médaille d'argent, Jeux olympiques · Médaille de bronze, Jeux olympiques |            |
| 18 h 0  |                       | Football Tournoi masculin                            | Compétition hommes    | Finale                       | France vs Espagne                                                                                         |            |
| 18 h 0  |                       | Water-polo Tournoi masculin                          | Compétition hommes    | Demi-finale pour la 5e place | vs |            |
| 18 h 9  |                       | Cyclisme sur piste Course à l'américaine             | Compétition femmes    | Finale                       | Médaille d'or, Jeux olympiques · Médaille d'argent, Jeux olympiques · Médaille de bronze, Jeux olympiques |            |
| 18 h 15 |                       | Lutte Libre - Moins de 74 kg                         | Compétition hommes    | 1/2 finale                   | - | -          |
| 18 h 35 |                       | Lutte Libre - Moins de 125 kg                        | Compétition hommes    | 1/2 finale                   | - | -          |
| 18 h 55 |                       | Lutte Libre - Moins de 62 kg                         | Compétition femmes    | 1/2 finale                   | - | -          |
| 19 h 10 |                       | Cyclisme sur piste Vitesse individuelle              | Compétition femmes    | 16e de finale                | - |            |
| 19 h 30 |                       | Athlétisme Relais 4 × 100 m                          | Compétition femmes    | Finale                       | Médaille d'or, Jeux olympiques · Médaille d'argent, Jeux olympiques · Médaille de bronze, Jeux olympiques |            |
| 19 h 30 |                       | Haltérophilie Moins de 71 kg                         | Compétition femmes    | Finale                       | Médaille d'or, Jeux olympiques · Médaille d'argent, Jeux olympiques · Médaille de bronze, Jeux olympiques |            |
| 19 h 30 |                       | Lutte Libre - Moins de 57 kg                         | Compétition hommes    | Finale                       | · / |            |
| 19 h 30 |                       | Natation synchronisée Duo (Programme technique)      | Compétition femmes    | Tour de compétition          | - | -          |
| 19 h 30 |                       | Taekwondo Moins de 67 kg                             | Compétition femmes    | Repêchages                   | - | -          |
| 19 h 35 |                       | Water-polo Tournoi masculin                          | Compétition hommes    | Demi-finale                  | vs |            |
| 19 h 40 |                       | Athlétisme Lancer du poids                           | Compétition femmes    | Finale                       | Médaille d'or, Jeux olympiques · Médaille d'argent, Jeux olympiques · Médaille de bronze, Jeux olympiques |            |
| 19 h 40 |                       | Taekwondo Moins de 80 kg                             | Compétition hommes    | Repêchages                   | - | -          |
| 19 h 45 |                       | Athlétisme Relais 4 × 100 m                          | Compétition hommes    | Finale                       | Médaille d'or, Jeux olympiques · Médaille d'argent, Jeux olympiques · Médaille de bronze, Jeux olympiques |            |
| 19 h 58 |                       | Cyclisme sur piste Vitesse individuelle              | Compétition femmes    | 16e de finale - Repêchages   | - |            |
| 20 h 0  |                       | Athlétisme 400 m                                     | Compétition femmes    | Finale                       | Médaille d'or, Jeux olympiques · Médaille d'argent, Jeux olympiques · Médaille de bronze, Jeux olympiques |            |
| 20 h 0  |                       | Breakdance B-Girls                                   | Compétition femmes    | 1/4 de finale                | - | -          |
| 20 h 0  |                       | Hockey sur gazon Tournoi féminin                     | Compétition femmes    | Finale                       | Pays-Bas vs Chine                                                                                         |            |
| 20 h 5  |                       | Lutte Libre - Moins de 86 kg                         | Compétition hommes    | Finale                       | · / |            |
| 20 h 10 |                       | Athlétisme Triple saut                               | Compétition hommes    | Finale                       | Médaille d'or, Jeux olympiques · Médaille d'argent, Jeux olympiques · Médaille de bronze, Jeux olympiques |            |
| 20 h 15 |                       | Athlétisme Heptathlon (800 m)                        | Compétition femmes    | Finale                       | Médaille d'or, Jeux olympiques · Médaille d'argent, Jeux olympiques · Médaille de bronze, Jeux olympiques |            |
| 20 h 19 |                       | Taekwondo Moins de 67 kg                             | Compétition femmes    | Finale                       | · / |            |
| 20 h 35 |                       | Taekwondo Moins de 80 kg                             | Compétition hommes    | Finale                       | · / |            |
| 20 h 45 |                       | Breakdance B-Girls                                   | Compétition femmes    | 1/2 finale                   | - | -          |
| 20 h 50 |                       | Lutte Libre - Moins de 57 kg                         | Compétition femmes    | Finale                       | · / |            |
| 20 h 55 |                       | Athlétisme (10 000 m)                                | Compétition femmes    | Finale                       | Médaille d'or, Jeux olympiques · Médaille d'argent, Jeux olympiques · Médaille de bronze, Jeux olympiques |            |
| 21 h 0  |                       | Basket-ball Tournoi féminin                          | Compétition femmes    | 1/2 finale                   | vs |            |
| 21 h 0  |                       | Beach-volley Tournoi féminin                         | Compétition femmes    | Petite finale                | Australie vs Suisse                                                                                       |            |
| 21 h 14 |                       | Breakdance B-Girls                                   | Compétition femmes    | Finale                       | Médaille d'or, Jeux olympiques · Médaille d'argent, Jeux olympiques · Médaille de bronze, Jeux olympiques |            |
| 21 h 30 |                       | Boxe Poids welters (Moins de 71 kg)                  | Compétition hommes    | Finale                       | · / |            |
| 21 h 30 |                       | Handball Tournoi masculin                            | Compétition hommes    | 1/2 finale                   | vs |            |
| 21 h 45 |                       | Athlétisme (400 m) haies                             | Compétition hommes    | Finale                       | Médaille d'or, Jeux olympiques · Médaille d'argent, Jeux olympiques · Médaille de bronze, Jeux olympiques |            |
| 21 h 47 |                       | Boxe Poids mouches (Moins de 50 kg)                  | Compétition femmes    | Finale                       | · / |            |
| 22 h 30 |                       | Beach-volley Tournoi féminin                         | Compétition femmes    | Finale                       | Brésil vs Canada                                                                                          |            |
| 22 h 34 |                       | Boxe Poids lourds (Moins de 92 kg)                   | Compétition hommes    | Finale                       | · / |            |
| 22 h 51 |                       | Boxe Poids welters (Moins de 66 kg)                  | Compétition femmes    | Finale                       | · / |            |

## Tableaux des médailles
- Pays organisateur (France)

| Rang  | Nation           | Or | Argent | Bronze | Total |
| ----- | ---------------- | -- | ------ | ------ | ----- |
| 1     | Chine            | 2  | 0      | 1      | 3     |
| 2     | Hongrie          | 1  | 2      | 2      | 5     |
| 3     | Autriche         | 1  | 0      | 1      | 2     |
| 4     | Grande-Bretagne  | 1  | 0      | 0      | 1     |
| 4     | Nouvelle-Zélande | 1  | 0      | 0      | 1     |
| 4     | Tchéquie         | 1  | 0      | 0      | 1     |
| 7     | Allemagne        | 1  | 1      | 2      | 4     |
| 8     | Australie        | 0  | 1      | 1      | 2     |
| 9     | Brésil           | 0  | 1      | 0      | 1     |
| 9     | Japon            | 0  | 1      | 0      | 1     |
| 9     | Slovénie         | 0  | 1      | 0      | 1     |
| 9     | Ukraine          | 0  | 1      | 0      | 1     |
| 12    | Argentine        | 0  | 0      | 1      | 1     |
| 12    | Canada           | 0  | 0      | 1      | 1     |
| 12    | France           | 0  | 0      | 1      | 1     |
| 12    | Moldavie         | 0  | 0      | 1      | 1     |
| 12    | Singapour        | 0  | 0      | 1      | 1     |
| Total | Total            | 8  | 8      | 12     | 28    |

| Rang  | Nation          | Or  | Argent | Bronze | Total |
| ----- | --------------- | --- | ------ | ------ | ----- |
| 1     | Chine           | 31  | 25     | 20     | 76    |
| 2     | États-Unis      | 30  | 38     | 35     | 103   |
| 3     | Australie       | 18  | 15     | 14     | 47    |
| 4     | France          | 14  | 19     | 22     | 55    |
| 5     | Grande-Bretagne | 14  | 17     | 21     | 52    |
| Total | Total           | 249 | 248    | 302    | 799   |